# Bouillabaisse
Bouillabaisse (česky bujabéza) je tradiční provensálská rybí polévka, původem z přístavu města Marseille. Francouzský název polévky pochází z okcitánského slova bolhabaissa [,buja‘bajse], složeniny dvou sloves: balhir („vařit“) a abaissar („snížit horko“, tzn. zvolna vařit); ingredience totiž nejsou přidávány najednou, ale nejprve se udělá vývar a potom jsou přidávány přísady jedna za druhou a pokaždé se vývar přivede do varu na slabém plameni. Obecně podobné jídlo se vaří v Portugalsku (caldeirada), Španělsku (sopa de pescado y marisco, suquet de peix), Itálii (zuppa di pesce), Řecku a všech zemích sousedících se Středozemním mořem, kde se podobné pokrmy vařily už od neolitu. 
Co odlišuje bouillabaissu od jiných druhů rybích polévek, je výběr provensálských bylin a koření do vývaru, použití ostnatých středomořských pobřežních ryb a způsob podávání – v Marseille se první podává vývar s opečenými plátky chleba, potřenými omáčkou rouille, přičemž mořské plody a zelenina jsou podávány odděleně v jiné míse či na tácu.

## Složení
Bouillabaisse je rybí polévka obsahující různé druhy vařených ryb, korýšů a zeleniny, ochucená roztodivnými bylinkami a kořením, jako jsou česnek, pomerančová kůra, bazalka, bobkový list, fenykl a šafrán. Tradiční bouillabaissa obsahuje nejméně tři druhy ryb: běžně ropušnice, štítník (kohout mořský) a mořský úhoř. Také může obsahovat pražmu, platýse, ďasa mořského, parmu, stříbrnou tresku, mořské ježky, mušle, kraby nebo chobotnice; dražší varianty mohou obsahovat i langusty. 
Zelenina jako pórek, cibule, rajčata, celer a brambory se zvolna vaří spolu s vývarem a podává se s rybou. Vývar se tradičně doplňuje omáčkou rouille (doslova „rez“) – vlastně majonézou vyrobenou z olivového oleje, česneku, šafránu a kajenského pepře – na opečených plátcích chleba.

## Marseillská bouillabaisse
V Marseille se recept na bouillabaissu mění od rodiny k rodině, a místní restaurace se přou, která verze je nejvíc původní. V Marseille se bouillabaisse zřídka kdy vyrábí pro méně než deset lidí; čím větší objem a čím více druhů ryb polévka má, tím lepší je. Původní marseillská bouillabaisse musí obsahovat ropušnici (rascasse), ostnatou rybu, která žije ve skalnatých zátokách a útesech blízko pobřeží. Také často obsahuje mořského úhoře a mořského kohouta. Podle Michelinova průvodce jsou čtyři podstatné části pravé bouillabaissy: ropušnice, čerstvost ryby, olivový olej a vynikající šafrán. Americká šéfkuchařka a autorka knih o jídle Julia Childová, která žije mnoho let v Marseille, napsala: „Pro mě chuť bouillabaissy pochází ze dvou věcí: základem je provensálská polévka (česnek, cibule, rajčata, olivový olej, fenykl, šafrán, tymián, bobkový list a obvykle troška sušené pomerančové kůry) a samozřejmě ryby (libové a nenaolejované, s tvrdým masem, měkkým masem, rosolovité, a krabi).“

### Recept marseillské restaurace Grand Bar des Goudes na Rue Désirée-Pelleprat
4 kilogramy ryb nebo korýšů (kohout mořský, ropušnice, mořský úhoř, ďas mořský, bolobřich ostnitý, štítník kukaččí, ostnatec, živá chobotnice, 10 mořských ježků), 1 kilogram brambor, 7 stroužků česneku, 3 cibule, 5 zralých rajčat, 1 šálek olivového oleje, 1 Bouquet garni (francouzský výraz pro svazek koření, který se balí do mušelínu), 1 větvička fenyklu, 8 pestíků šafránu, 10 plátků venkovského chleba, sůl a kajenský pepř.

## Omáčkarouille
1 vaječný žloutek, 2 stroužky česneku, 1 šálek olivového oleje, 10 pestíků šafránu, sůl a kajenský pepř.
- Rybu očistěte, zbavte šupin a omyjte, pokud je to možné, tak mořskou vodou. Nakrájejte je na větší plátky zbavených kostí. Omyjte chobotnice a nakrájejte je na kousky.
- Dejte do většího hrnce olivový olej. Přidejte očištěnou a nakrájenou cibuli, 6 rozmačkaných stroužků česneku; kousky chobotnice a oloupaná a rozčtvrcená rajčata zbavená semínek. Orestujte dohněda na malém plameni, pomalu obracejte pět minut, aby olej přijal chuť.
- Přidejte nakrájenou rybu, od nejtlustších po nejmenší. Pokryjte vařící vodou a přidejte sůl a pepř, fenykl, bouquet garni a šafrán. Vařte na mírném plameni, občas promíchejte, aby se ryby nepřichytly ke dnu. Dochuťte kořením. Bouillabaissa je hotová, když je vydušená šťáva dobře smíchaná s olejem a vodou (okolo dvaceti minut)
- Připravte omáčku rouille (viz výše): Oloupejte česnek a v hmoždíři ho rozmačkejte stroužky do jemné pasty. Přidejte vaječné žloutky a šafrán, smíchejte je v olivovém oleji, abyste vytvořili majonézu.
- V osolené vodě vařte 15–20 minut brambory, oloupané a nakrájené na větší kousky. Nůžkami otevřete mořské ježky a malou lžící odstraňte korále.
- Dejte rybu na tác. Do vývaru přidejte korály z mořského ježka.

Vývar podávejte velmi horký v míse s omáčkou rouille na tenkých plátcích chleba potřeného česnekem. Potom podávejte rybu a brambory na odděleném tácu.
Jiná verze klasické bouillabaissy, prezentovaná jako Petit LaRousse de la Cuisine, používá mořského úhoře, růžichu severní, girondina, mníka, tresku, rascasse, saint-pierre a kraby, včetně perlovky. V této verzi se vloží do hrnce hlavy a odřezky ryb společně s cibulí, celerem a v olivovém oleji dohněda opečeným česnekem, a pokryté vroucí vodou se vaří po dobu dvaceti minut. Přidá se zelenina a bouquet garni a kousky ryb v tomto pořadí: rascasse, mník, mořský úhoř, růžicha severní, krabi a šafrán. Jídlo se vaří osm minut na velkém plameni. Potom se přidají jemné ryby, saint pierre a treska a jídlo se vaří dalších 5–8 minut. Vývar se podává na chlebu s omáčkou rouille nahoře. Ryby se podávají na velkých tácech.

## Historie
Podle tradice je původ jídla datován do roku 600 př. n. l. Tenkrát lidé jedli rybí polévku v řečtině známou jako kakavia. Jídlo podobné bouillabaisse se také objevuje v římské mytologii: polévka, kterou Venuše krmila svého muže Vulkána.
Dnes známá bouillabaissa byla vytvořena marseillskými rybáři, kteří si chtěli rychle uvařit jídlo, když se vrátili do přístavu. Než aby použili nejdražší ryby, uvařili běžnou ropušnici a kraby, které vytáhli sítěmi, obvykle ryby, které mají hodně kostí a nemohou být podávány v restauracích. Uvařili je v kotli s mořskou vodou na ohni a okořenili česnekem a fenyklem. Rajčata byla přidána do receptu až v 17. století, po jejich dovezení z Ameriky. Když v témže století začalo Marseille prosperovat, restaurace a hotely servírovaly bouillabaissu horní třídě. Recept na polévku se nadále vylepšoval s nahrazením ryb a přidáním šafránu. Bouillabaisse se rozšířila z Marseille do Paříže a postupně do celého světa, kde se přizpůsobila tamním přísadám a chutím.